# 黒海海軍合同任務群
黒海海軍合同任務群（こっかいかいぐんごうどうにんむぐん Black Sea Naval Co-operation Task Group ,BLACKSEAFOR）は、黒海における多国籍海軍部隊。2001年にトルコの提唱で設立された。活動は定期的な実動演習が主であり、半年に一度のペースで行われている。

## 概要
黒海沿岸地域の相互理解促進のための多国籍協力を行う組織として1998年より検討が進められ、2001年に設立された。黒海に面する各国（トルコ、ブルガリア、ルーマニア、ウクライナ、ロシア、ジョージア）の部隊で構成されている。
部隊の目的は、地域の安定と安全保障を促進し、友好的な近隣関係を築くことにある。捜索・救難や環境保護、掃海をはじめとする相互作戦能力の向上や人道支援も当初目的にあったが、アメリカ同時多発テロ事件後は対テロ作戦も目的に付加された。
恒常的な司令部や兵力を有さず、半年ごとに各国が持ち回りで指揮を担当し、兵力・艦艇も必要に応じ拠出される。部隊活動は、各国の外務・防衛大臣が出席する委員会(Black Sea Naval Commanders Committee)により決定される。